# 1. deild karla 2001
Mùa giải 2001 của 1. deild karla là mùa giải thứ 47 của bóng đá hạng hai ở Iceland.

## Bảng xếp hạng
| Vị thứ | Đội         | Số trận | Thắng | Hòa | Thua | Bàn thắng | Bàn thua | Hiệu số | Điểm | Ghi chú                     |
| ------ | ----------- | ------- | ----- | --- | ---- | --------- | -------- | ------- | ---- | --------------------------- |
| 1      | Þór A.      | 18      | 13    | 2   | 3    | 53        | 19       | +34     | 41   | Thăng hạng Úrvalsdeild 2002 |
| 2      | KA          | 18      | 11    | 4   | 3    | 43        | 21       | +22     | 37   | Thăng hạng Úrvalsdeild 2002 |
| 3      | Þróttur R.  | 18      | 10    | 5   | 3    | 32        | 19       | +13     | 35   |                             |
| 4      | Stjarnan    | 18      | 9     | 5   | 4    | 41        | 23       | +18     | 32   |                             |
| 5      | Leiftur     | 18      | 7     | 2   | 9    | 27        | 30       | -3      | 23   |                             |
| 6      | Víkingur R. | 18      | 6     | 4   | 8    | 32        | 31       | +1      | 22   |                             |
| 7      | Dalvík      | 18      | 7     | 1   | 10   | 30        | 42       | -12     | 22   |                             |
| 8      | ÍR          | 18      | 4     | 8   | 6    | 31        | 41       | -10     | 21   |                             |
| 9      | Tindastóll  | 18      | 4     | 4   | 10   | 25        | 44       | -19     | 16   | Xuống hạng 2. deild 2002    |
| 10     | KS          | 18      | 0     | 3   | 15   | 14        | 58       | -44     | 3    | Xuống hạng 2. deild 2002    |

## Danh sách ghi bàn
| Cầu thủ                      | Số bàn thắng | Đội bóng    |
| ---------------------------- | ------------ | ----------- |
| Hreinn Hringsson             | 17           | KA          |
| Garðar Jóhannsson            | 17           | Stjarnan    |
| Orri Hjaltalín               | 16           | Þór A.      |
| Jóhann Þórhallsson           | 13           | Þór A.      |
| Sumarliði Árnason            | 13           | Víkingur R. |
| Arnar Þór Valsson            | 11           | ÍR          |
| Þorvaldur Makan Sigbjörnsson | 10           | KA          |
| Davíð Þór Rúnarsson          | 9            | Tindastóll  |
| Brynjar Sverrisson           | 9            | Þróttur R.  |
| Alexandre Barreto dos Santos | 9            | Leiftur     |